# عاتکه سلطان
عاتکه سلطان، (۱۶۱۲ استانبول – ۱۶۷۴ استانبول)، دختر احمد یکم و کوسم سلطان هم‌چنین خواهر عثمان دوم، مراد چهارم، ابراهیم یکم و عمه محمد چهارم بود.

## زندگی‌نامه
عاتکه سلطان در استانبول به دنیا آمد. وی  بعد از مرگ پدرش همراه با مادرش به قصر قدیمی رفت. او در سال ۱۶۲۸ با داماد جعفر پاشا ازدواج کرد. بعد از مرگ جعفر پاشا در سال ۱۶۳۲ با داماد کنان پاشا ازدواج کرد. او از این ازدواج صاحب یک فرزند شد. 
عاتکه سلطان بعد از مرگ کنان پاشا با یوسف پاشا ازدواج کرد. وی در زمان سلطنت ابراهیم مورد احترام بود و مانند خواهرانش تبعید نشد و به تورخان سلطان برای تربیت محمد چهارم کمک می‌کرد. او سرانجام در سال ۱۶۷۰ فوت شد و در مقبره ابراهیم یکم در مسجد ایاصوفیه دفن گردید.